# جووانا مرکیچ
جووانا مرکیچ (انگلیسی: Jovana Mrkić؛ زادهٔ ۳ مارس ۱۹۹۴) بازیکن فوتبال اهل مونته‌نگرو است.
وی همچنین در تیم ملی فوتبال زنان مونته‌نگرو بازی کرده‌است.